# Ajton

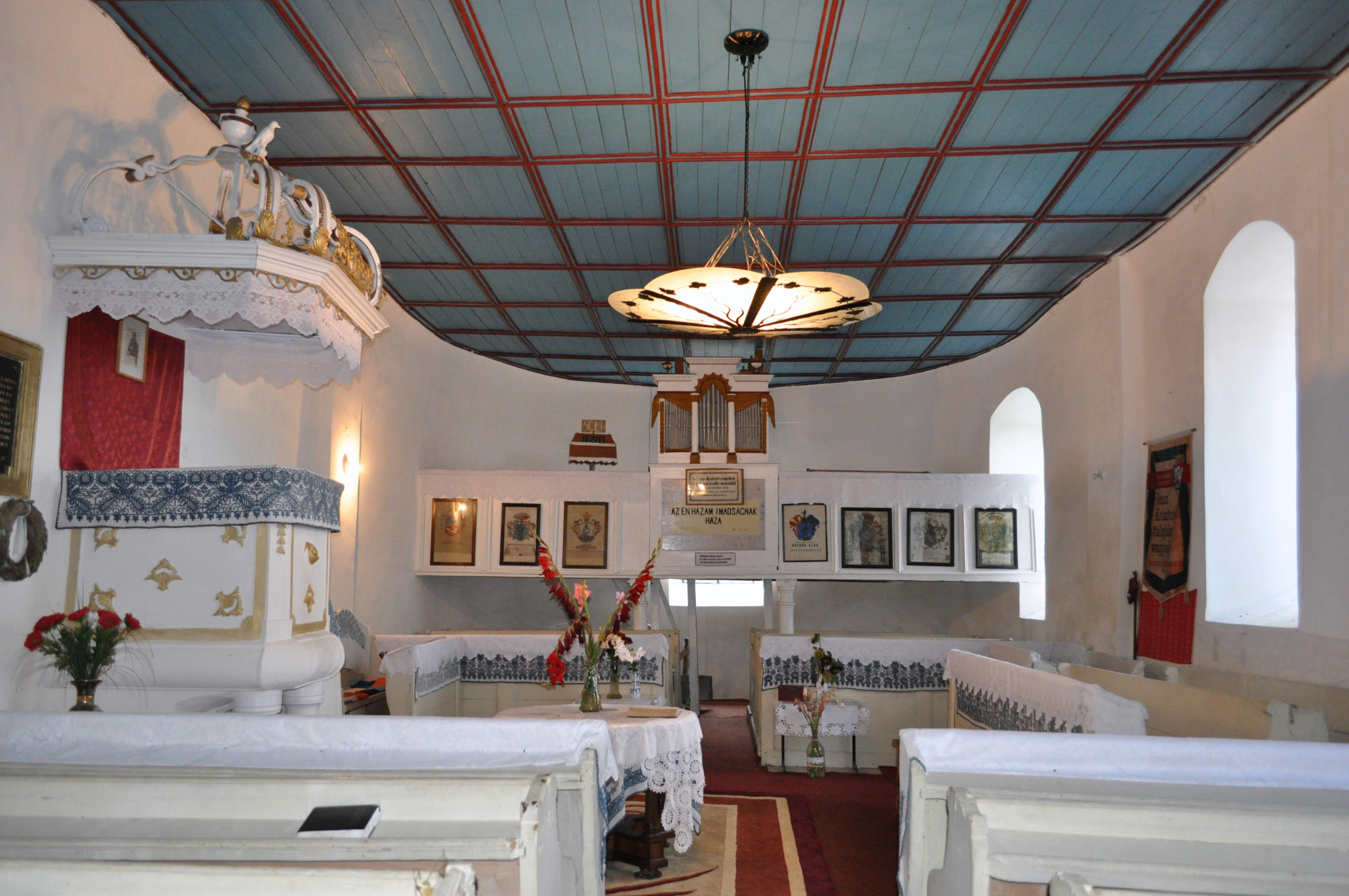

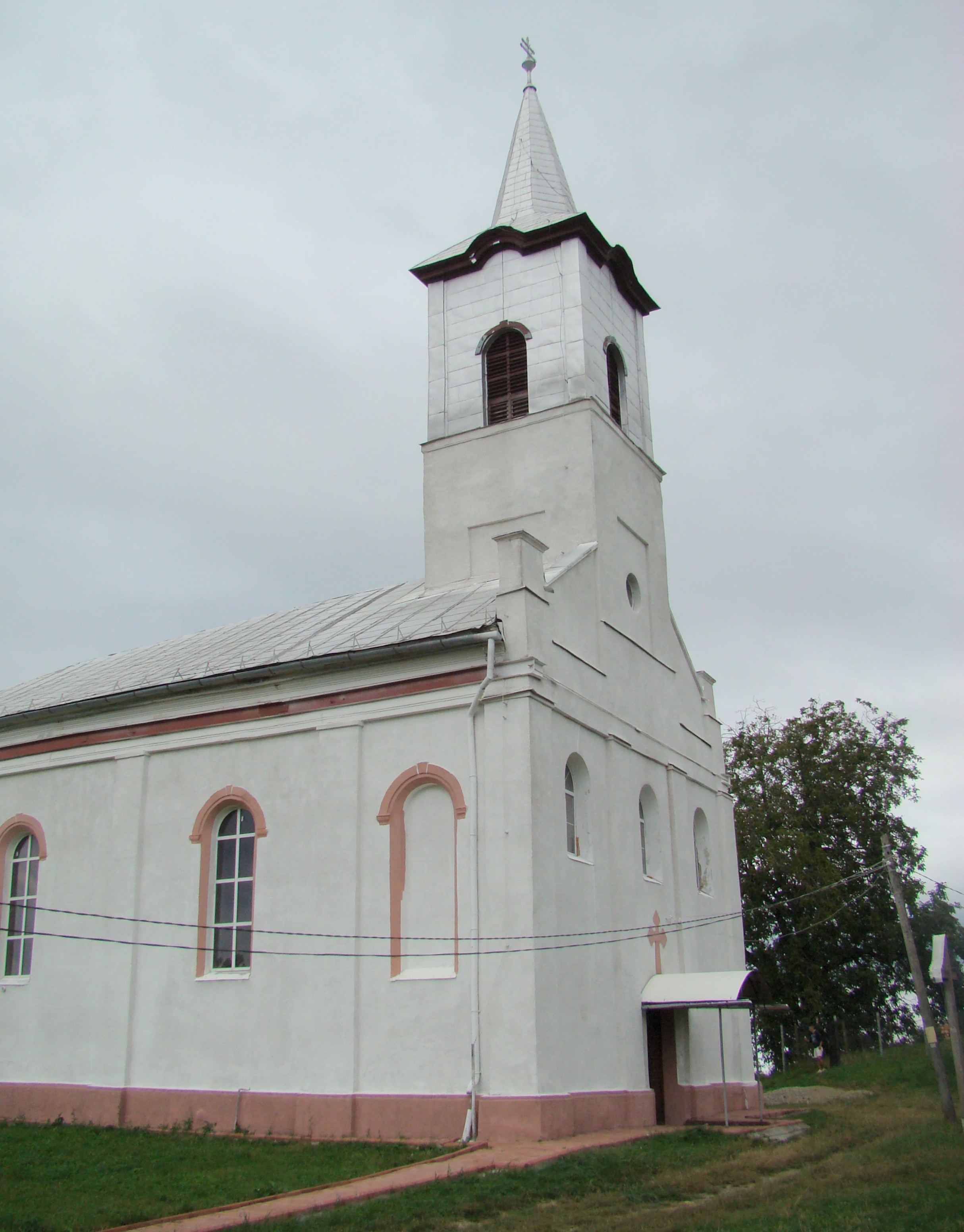
Görögkatolikus templom

Ajton (másképp Ajtony, románul Aiton, németül Eiten) az azonos nevű község központja Romániában, Erdélyben, Kolozs megyében,

## Fekvése
A Mezőség szélén, Kolozsvártól 20 km-re délkeletre fekszik.

## Nevének eredete
Neve egy ómagyar Aχton vagy Aχtun személynévből származik, az pedig egy 'arany' jelentésű török altun szóból. Történeti névalakjai: 1320-ban Ohthunth és Ohtunteleke, 1329-ben Ahton, 1334-ben Ohcum, 1345-ben Ahthun, 1366-ban Ohtun, 1398-ban Hohthon, 1411-ben Ohthon, 1456-ban Aython, 1470-ben Oython, 1850-ben Ajtonu.

## Története
A község környékén kora rézkori leleteket tártak fel. A 18. században itt találtak egy kb. 108-ból származó római mérföldkövet (miliarum), amelynek tanúsága szerint a Potaissától eddig húzódó utat a cohors I hispanorum miliaria építette.
A település első okleveles említése 1320-ban és 1323-ban a pápai tizedjegyzékben fordul elő: Ohthunth de Comitatu de Kulus. Ebben az időben már templomos hely volt.
1316 előtt a falu a Zsombor nemzetségbeli Lőrinc fia István birtoka volt, míg Ajtontelke, a régebbi faluhely, vagy a falu határában levő állattartó szállás a Barsa nembeli Chunka Lászlóé és fiaié. Károly Róbert király azonban mindkét birtokot elkobozta és Elefánti Dezső sebesvári várnagynak adta. 1320-ban azonban Elefánti Dezső megöli szerviensét, Ajtonyi Lőrincet, aki után László nevű öccsének fia kap vérdíjat. A Zsombor nemzetség itteni birtokát 1345-ben a szász Brassai, vagy más néven Sombori család kapta meg. A 15. században köznemesi családok, a 18. században a Kemény és a Bethlen család birtokolta. Az 1922-es agrárreform előtt legnagyobb földbirtokosa a Zeyk család volt.
1878-ban tagosították határát, ekkor tértek át a kétfordulós földművelésről a négyfordulósra. Magyar lakói elsősorban a györgyfalvi és (amíg léteztek) a rődi magyarokkal házasodtak.

## Népessége
- 1850-ben 1301 lakosából 870 volt román, 371 magyar és 60 cigány nemzetiségű; 879 görögkatolikus, 406 református és 13 római katolikus vallású.
- 1900-ban 2003 lakosából 1382 volt román és 621 magyar anyanyelvű; 1346 görögkatolikus, 601 református, 28 zsidó és 24 római katolikus vallású. A lakosság 14%-a tudott írni és olvasni és a román anyanyelvűek 4%-a beszélt magyarul.
- 2002-ben 727 lakosából 559 volt román és 165 magyar nemzetiségű; 352 görögkatolikus, 180 ortodox, 139 református és 41 pünkösdista vallású.

## Nevezetességek
- Református temploma a 18. század végén épült a falu közepén emelkedő dombon, kapubéllete azonban román kori. 1795-ben készült kazettás mennyezetén sötétzöld alapon virágminták láthatóak. A templomot eredetileg kőfal vette körül.
- A görögkatolikus fatemplom 1711-ben épült.

## Híres emberek
- Itt nyugszik id. Zeyk Miklós (1781–1850) jogász, természettudós, a magyar fényképezés és gyorsírás úttörője.

## További információk

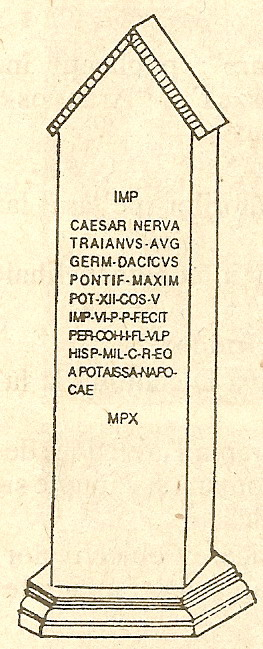
Ajton határában talált római kori mérföldkő (Szathmári Pap Mihály rajza 1758-ból)